# Nive
Nive (bask. Errobi) – rzeka francuska, lewy dopływ rzeki Adour przepływający przez miasto Bayonne. Ciągnie się 78 km przez departament Pireneje Atlantyckie. Swe źródła ma w Pirenejach Zachodnich, w baskijskiej Dolnej Nawarze (Saint-Jean-Pied-de-Port). Uchodzi do rzeki Adour w baskijskiej prowincji Labourd (bask. Lapurdi).

## Miasta nad rzeką
- Estérençuby
- Saint-Jean-Pied-de-Port
- Bidarray
- Cambo-les-Bains
- Ustaritz
- Villefranque
- Bajonna

## Galeria

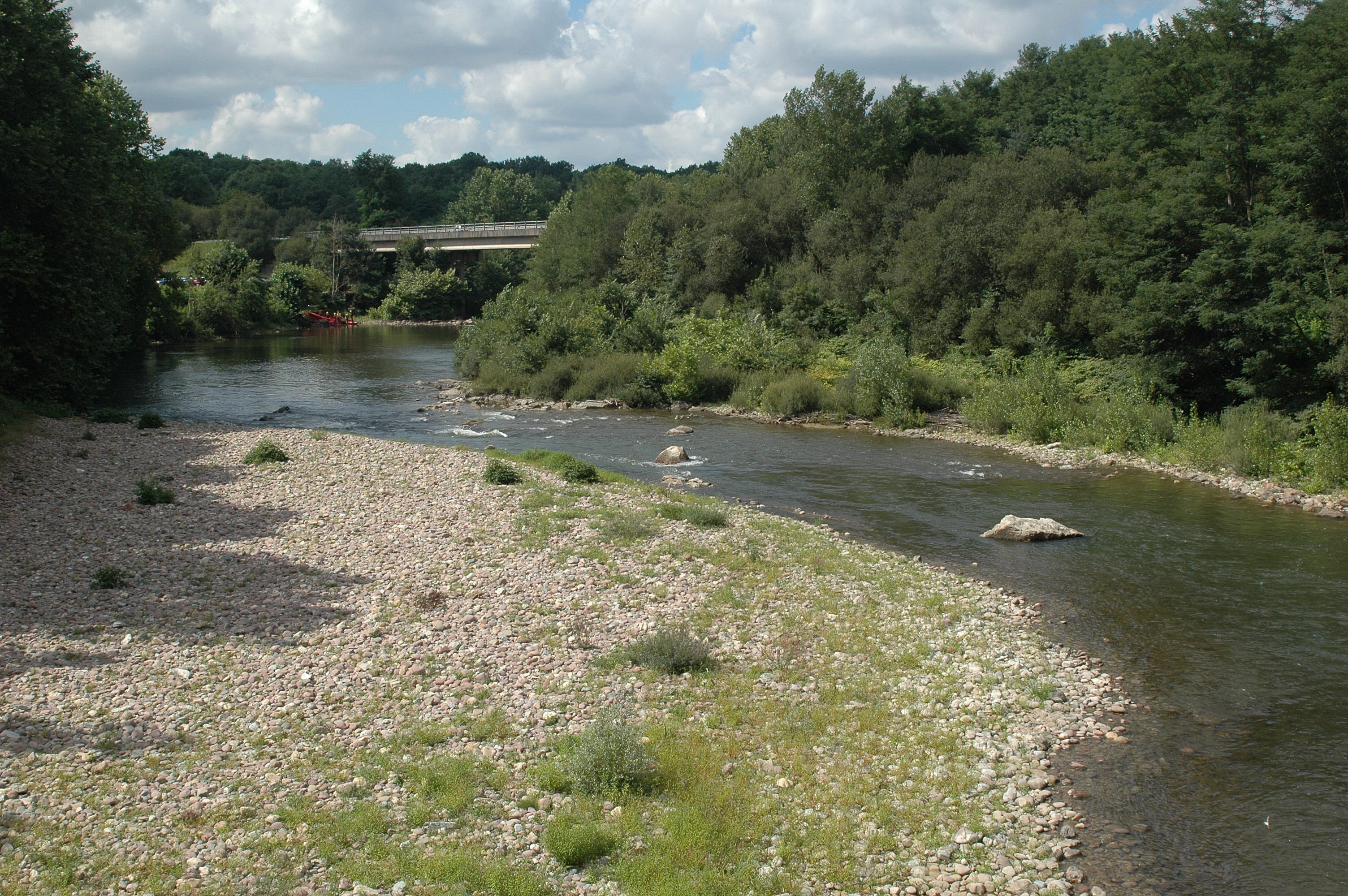
Itxassou
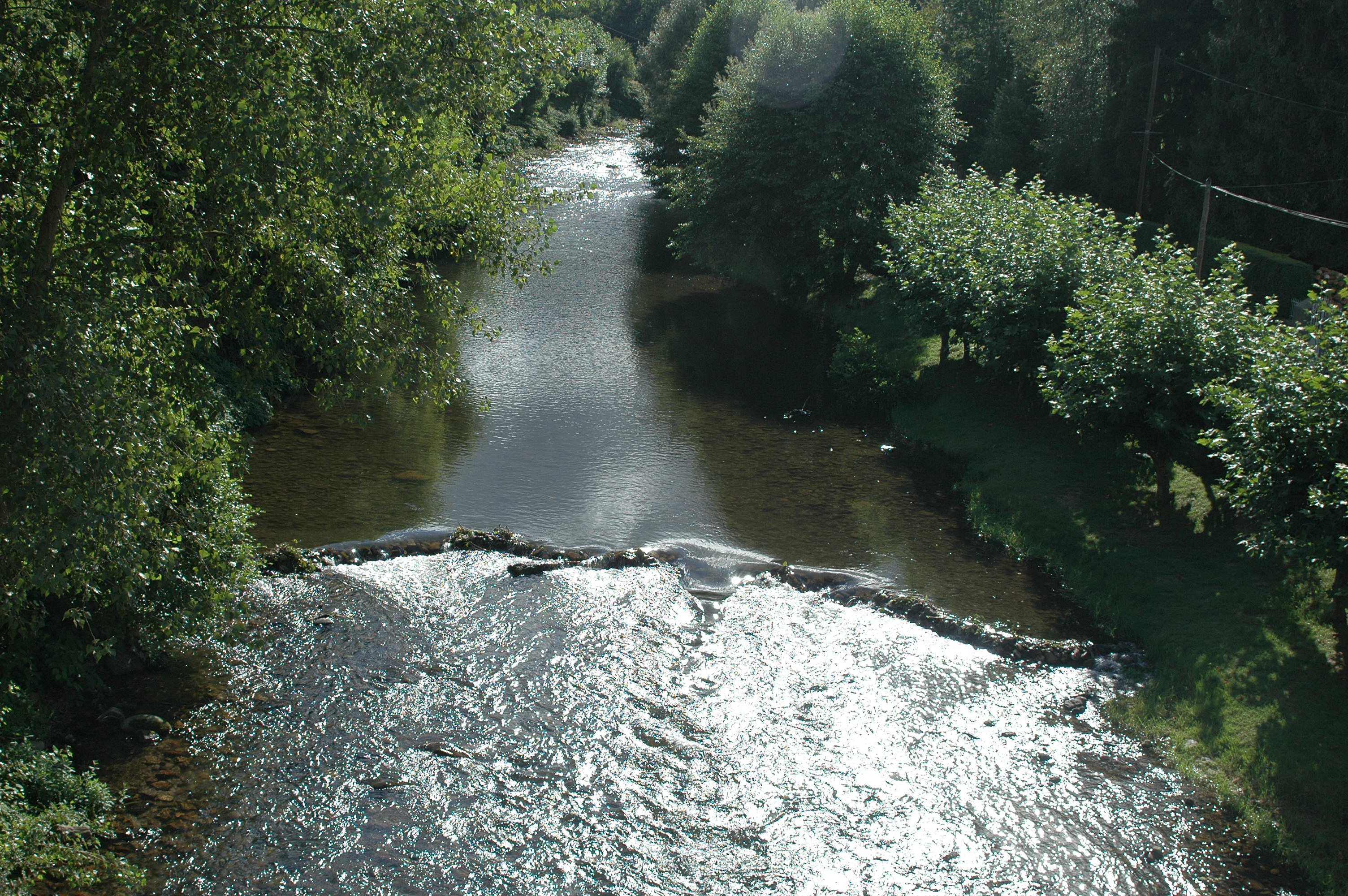
Saint-Étienne-de-Baïgorry
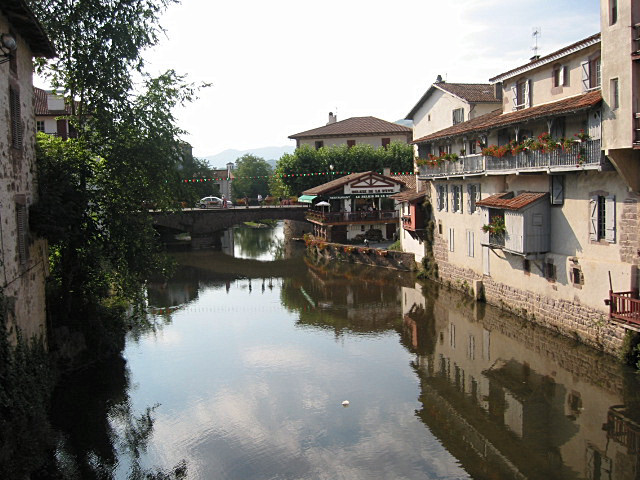
Saint-Jean-Pied-de-Port
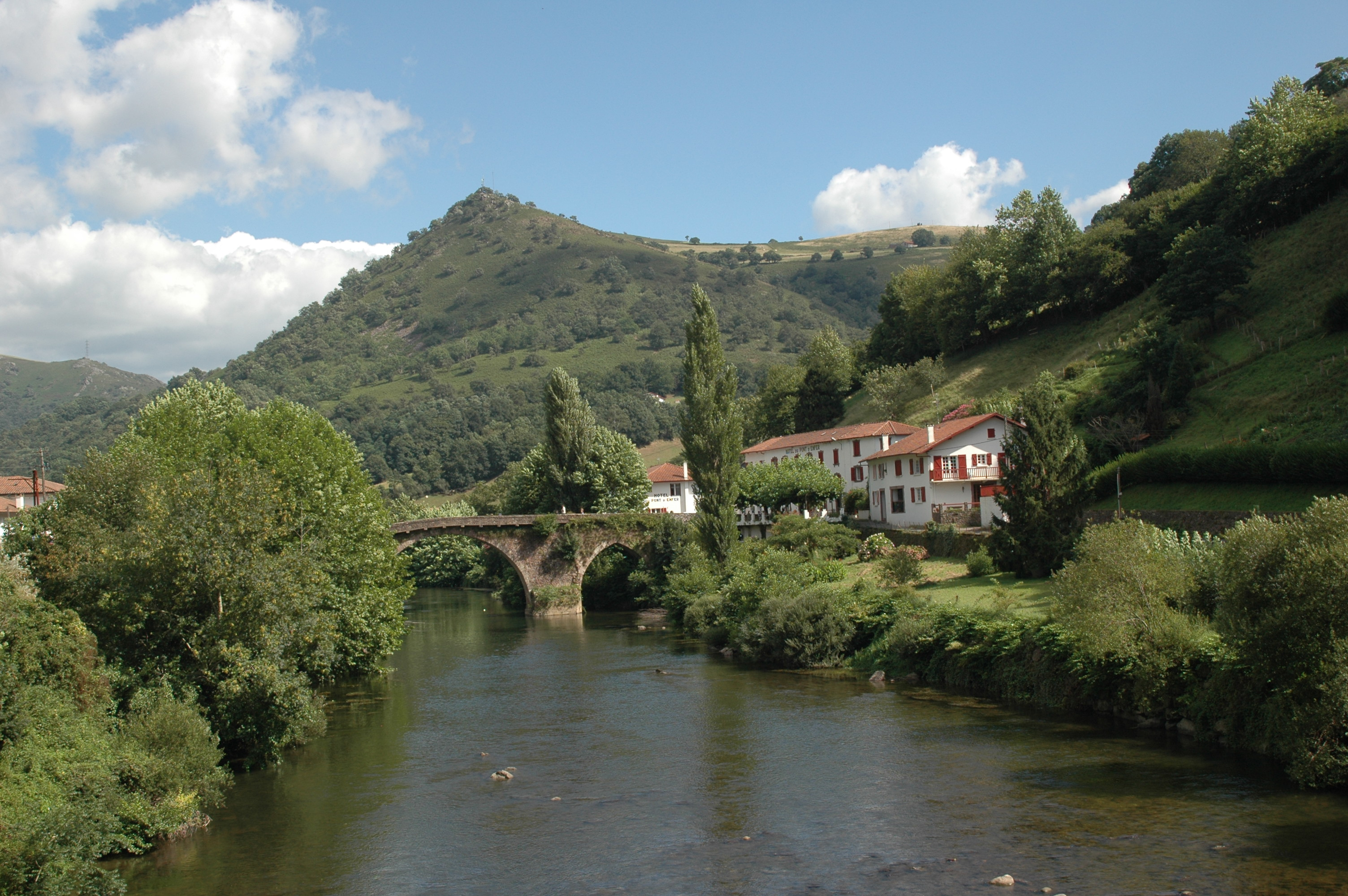
Most w Bidarray